# ذراع الشاكرية (حالمين)

تعديل مصدري - تعديل

ذراع الشاكرية هي إحدى قرى عزلة حبيل الريدة بمديرية حالمين التابعة لمحافظة لحج، بلغ تعداد سكانها 54 نسمة حسب تعداد اليمن لعام 2004.